# FA Cup 1938/39
Der FA Cup 1938/39 war die 64. Austragung des The Football Association Challenge Cup (meist als FA Cup bekannt).
Der Pokalwettbewerb startete mit der Qualifikation zwischen dem 3. September 1938 und dem 16. November 1938. Die Hauptrunde begann anschließend ab dem 26. November 1938 und endete mit dem Finale in Wembley in London am 29. April 1939 vor einer Kulisse von offiziell 99.370 Zuschauern. Sieger des Wettbewerbs wurde zum ersten Mal der FC Portsmouth. Unterlegener Finalist waren die Wolverhampton Wanderers.

## Wettbewerb

### Erste Hauptrunde
| Datum             |                         | Ergebnis |                         |
| ----------------- | ----------------------- | -------- | ----------------------- |
| 26. November 1938 | AFC Bournemouth         | 2:1      | Bristol City            |
| 26. November 1938 | FC Aldershot            | 1:1      | Guildford City          |
| 26. November 1938 | Bristol Rovers          | 4:1      | Peterborough United     |
| 26. November 1938 | FC Bromley              | 2:1      | FC Apsley               |
| 26. November 1938 | Chelmsford City         | 4:0      | Kidderminster Harriers  |
| 26. November 1938 | Cheltenham Town         | 1:1      | Cardiff City            |
| 26. November 1938 | FC Chester              | 3:1      | Bradford City           |
| 26. November 1938 | Clapton Orient          | 3:1      | Hayes & Yeading United  |
| 26. November 1938 | Crystal Palace          | 1:1      | Queens Park Rangers     |
| 26. November 1938 | FC Darlington           | 4:0      | Stalybridge Celtic      |
| 26. November 1938 | Doncaster Rovers        | 4:2      | AFC New Brighton        |
| 26. November 1938 | Halifax Town            | 7:3      | AFC Rochdale            |
| 26. November 1938 | FC Folkestone           | 2:1      | Colchester United       |
| 26. November 1938 | Gainsborough Trinity    | 2:1      | AFC Gateshead           |
| 26. November 1938 | Hartlepools United      | 2:1      | Accrington Stanley      |
| 26. November 1938 | Horden CW               | 1:1      | FC Chorley              |
| 26. November 1938 | Hull City               | 4:1      | Rotherham United        |
| 26. November 1938 | Ipswich Town            | 7:0      | FC Street               |
| 26. November 1938 | Lincoln City            | 4:1      | AFC Barrow              |
| 26. November 1938 | FC North Shields        | 1:4      | Stockport County        |
| 26. November 1938 | Oldham Athletic         | 2:2      | Crewe Alexandra         |
| 26. November 1938 | FC Reading              | 3:3      | AFC Newport County      |
| 26. November 1938 | FC Runcorn              | 3:0      | AFC Wellington          |
| 26. November 1938 | FC Scarborough          | 0:0      | FC Southport            |
| 26. November 1938 | Scunthorpe United       | 4:2      | Lancaster City          |
| 26. November 1938 | Southend United         | 3:0      | Corinthian FC           |
| 26. November 1938 | Swindon Town            | 6:0      | Lowestoft Town          |
| 26. November 1938 | Torquay United          | 3:1      | Exeter City             |
| 26. November 1938 | FC Walsall              | 4:1      | Carlisle United         |
| 26. November 1938 | Walthamstow Avenue      | 4:1      | Tunbridge Wells Rangers |
| 26. November 1938 | FC Watford              | 4:1      | Northampton Town        |
| 26. November 1938 | AFC Workington          | 1:1      | Mansfield Town          |
| 26. November 1938 | AFC Wrexham             | 1:2      | Port Vale               |
| 26. November 1938 | Yeovil & Petters United | 2:1      | Brighton & Hove Albion  |

#### Wiederholungsspiele
| Datum             |                     | Ergebnis |                 |
| ----------------- | ------------------- | -------- | --------------- |
| 28. November 1938 | Queens Park Rangers | 3:0      | Crystal Palace  |
| 29. November 1938 | FC Southport        | 5:3      | FC Scarborough  |
| 30. November 1938 | Cardiff City        | 1:0      | Cheltenham Town |
| 30. November 1938 | FC Chorley          | 1:2      | Horden CW       |
| 30. November 1938 | Crewe Alexandra     | 1:0      | Oldham Athletic |
| 30. November 1938 | Guildford City      | 3:4      | FC Aldershot    |
| 30. November 1938 | Mansfield Town      | 2:1      | AFC Workington  |
| 5. Dezember 1938  | AFC Newport County  | 3:1      | FC Reading      |

### Zweite Hauptrunde
| Datum             |                      | Ergebnis |                         |
| ----------------- | -------------------- | -------- | ----------------------- |
| 10. Dezember 1938 | Bristol Rovers       | 0:3      | AFC Bournemouth         |
| 10. Dezember 1938 | Cardiff City         | 1:0      | Crewe Alexandra         |
| 10. Dezember 1938 | Chelmsford City      | 3:1      | FC Darlington           |
| 10. Dezember 1938 | FC Chester           | 2:2      | Hull City               |
| 10. Dezember 1938 | Halifax Town         | 1:1      | Mansfield Town          |
| 10. Dezember 1938 | FC Folkestone        | 1:1      | Yeovil & Petters United |
| 10. Dezember 1938 | Gainsborough Trinity | 0:1      | Doncaster Rovers        |
| 10. Dezember 1938 | Hartlepools United   | 0:2      | Queens Park Rangers     |
| 10. Dezember 1938 | Horden CW            | 2:3      | AFC Newport County      |
| 10. Dezember 1938 | Ipswich Town         | 4:1      | Torquay United          |
| 10. Dezember 1938 | Lincoln City         | 8:1      | FC Bromley              |
| 10. Dezember 1938 | Port Vale            | 0:1      | Southend United         |
| 10. Dezember 1938 | FC Runcorn           | 3:1      | FC Aldershot            |
| 10. Dezember 1938 | Scunthorpe United    | 1:2      | FC Watford              |
| 10. Dezember 1938 | FC Southport         | 2:0      | Swindon Town            |
| 10. Dezember 1938 | Stockport County     | 0:0      | Walthamstow Avenue      |
| 10. Dezember 1938 | FC Walsall           | 4:2      | Clapton Orient          |

#### Wiederholungsspiele
| Datum             |                         | Ergebnis |                  |
| ----------------- | ----------------------- | -------- | ---------------- |
| 14. Dezember 1938 | Mansfield Town          | 3:3      | Halifax Town     |
| 15. Dezember 1938 | Hull City               | 0:1      | FC Chester       |
| 15. Dezember 1938 | Walthamstow Avenue      | 1:3      | Stockport County |
| 15. Dezember 1938 | Yeovil & Petters United | 1:0      | FC Folkestone    |
| 19. Dezember 1938 | Mansfield Town          | 0:0      | Halifax Town     |
| 21. Dezember 1938 | Mansfield Town          | 1:2      | Halifax Town     |

### Dritte Hauptrunde
Folgende Klubs traten erst zur dritten Hauptrunde in den Wettbewerb ein:
- Erstligisten der Football League (22): FC Arsenal, Aston Villa, FC Birmingham, FC Blackpool, Bolton Wanderers, FC Brentford, Charlton Athletic, FC Chelsea, Derby County, FC Everton, Grimsby Town, Huddersfield Town, Leeds United, Leicester City, FC Liverpool, Manchester United, FC Middlesbrough, FC Portsmouth, Preston North End, Stoke City, AFC Sunderland & Wolverhampton Wanderers.
- Zweitligisten der Football League (22): Blackburn Rovers, Bradford Park Avenue, FC Burnley, FC Bury, FC Fulham, Luton Town, Manchester City, FC Millwall, Newcastle United, Norwich City, Nottingham Forest, Plymouth Argyle, Sheffield United, Sheffield Wednesday, FC Southampton, Swansea Town, Tottenham Hotspur, Tranmere Rovers, West Bromwich Albion & West Ham United.
- Drittligisten der Football League (3): FC Barnsley, Notts County & York City.

| Datum           |                         | Ergebnis |                         |
| --------------- | ----------------------- | -------- | ----------------------- |
| 7. Januar 1939  | Aston Villa             | 1:1      | Ipswich Town            |
| 7. Januar 1939  | FC Barnsley             | 1:2      | Stockport County        |
| 7. Januar 1939  | FC Birmingham           | 2:0      | Halifax Town            |
| 7. Januar 1939  | Blackburn Rovers        | 2:0      | Swansea Town            |
| 7. Januar 1939  | FC Blackpool            | 1:2      | Sheffield United        |
| 7. Januar 1939  | FC Brentford            | 0:2      | Newcastle United        |
| 7. Januar 1939  | Cardiff City            | 1:0      | Charlton Athletic       |
| 7. Januar 1939  | Chelmsford City         | 4:1      | FC Southampton          |
| 7. Januar 1939  | FC Chelsea              | 2:1      | FC Arsenal              |
| 7. Januar 1939  | FC Chester              | 1:0      | Coventry City           |
| 7. Januar 1939  | Derby County            | 0:1      | FC Everton              |
| 7. Januar 1939  | FC Fulham               | 6:0      | FC Bury                 |
| 7. Januar 1939  | Leicester City          | 1:1      | Stoke City              |
| 7. Januar 1939  | FC Liverpool            | 3:0      | Luton Town              |
| 7. Januar 1939  | FC Middlesbrough        | 0:0      | Bolton Wanderers        |
| 7. Januar 1939  | AFC Newport County      | 0:2      | FC Walsall              |
| 7. Januar 1939  | Notts County            | 3:1      | FC Burnley              |
| 7. Januar 1939  | FC Portsmouth           | 4:0      | Lincoln City            |
| 7. Januar 1939  | Queens Park Rangers     | 1:2      | West Ham United         |
| 7. Januar 1939  | FC Runcorn              | 2:4      | Preston North End       |
| 7. Januar 1939  | Sheffield Wednesday     | 1:1      | Yeovil & Petters United |
| 7. Januar 1939  | AFC Sunderland          | 3:0      | Plymouth Argyle         |
| 7. Januar 1939  | Tottenham Hotspur       | 7:1      | FC Watford              |
| 7. Januar 1939  | West Bromwich Albion    | 0:0      | Manchester United       |
| 7. Januar 1939  | Wolverhampton Wanderers | 3:1      | Bradford Park Avenue    |
| 10. Januar 1939 | Grimsby Town            | 6:0      | Tranmere Rovers         |
| 10. Januar 1939 | FC Southport            | 1:1      | Doncaster Rovers        |
| 11. Januar 1939 | FC Chesterfield         | 1:1      | Southend United         |
| 11. Januar 1939 | Huddersfield Town       | 0:0      | Nottingham Forest       |
| 11. Januar 1939 | Leeds United            | 3:1      | AFC Bournemouth         |
| 11. Januar 1939 | York City               | 0:5      | FC Millwall             |
| 12. Januar 1939 | Norwich City            | 0:5      | Manchester City         |

#### Wiederholungsspiele
| Datum           |                         | Ergebnis |                      |
| --------------- | ----------------------- | -------- | -------------------- |
| 11. Januar 1939 | Bolton Wanderers        | 0:0      | FC Middlesbrough     |
| 11. Januar 1939 | Ipswich Town            | 1:2      | Aston Villa          |
| 11. Januar 1939 | Manchester United       | 1:5      | West Bromwich Albion |
| 11. Januar 1939 | Stoke City              | 1:2      | Leicester City       |
| 12. Januar 1939 | Doncaster Rovers        | 2:1      | FC Southport         |
| 12. Januar 1939 | Yeovil & Petters United | 1:2      | Sheffield Wednesday  |
| 16. Januar 1939 | Bolton Wanderers        | 0:1      | FC Middlesbrough     |
| 16. Januar 1939 | Nottingham Forest       | 0:3      | Huddersfield Town    |
| 16. Januar 1939 | Southend United         | 4:3      | FC Chesterfield      |

### Vierte Hauptrunde
| Datum           |                         | Ergebnis |                      |
| --------------- | ----------------------- | -------- | -------------------- |
| 21. Januar 1939 | FC Birmingham           | 6:0      | Chelmsford City      |
| 21. Januar 1939 | Blackburn Rovers        | 4:2      | Southend United      |
| 21. Januar 1939 | Cardiff City            | 0:0      | Newcastle United     |
| 21. Januar 1939 | FC Chelsea              | 3:0      | FC Fulham            |
| 21. Januar 1939 | FC Everton              | 8:0      | Doncaster Rovers     |
| 21. Januar 1939 | Leeds United            | 2:4      | Huddersfield Town    |
| 21. Januar 1939 | FC Liverpool            | 5:1      | Stockport County     |
| 21. Januar 1939 | FC Middlesbrough        | 0:2      | AFC Sunderland       |
| 21. Januar 1939 | FC Millwall             | 2:2      | Grimsby Town         |
| 21. Januar 1939 | Notts County            | 0:0      | FC Walsall           |
| 21. Januar 1939 | FC Portsmouth           | 2:0      | West Bromwich Albion |
| 21. Januar 1939 | Preston North End       | 2:0      | Aston Villa          |
| 21. Januar 1939 | Sheffield United        | 2:0      | Manchester City      |
| 21. Januar 1939 | Sheffield Wednesday     | 1:1      | FC Chester           |
| 21. Januar 1939 | West Ham United         | 3:3      | Tottenham Hotspur    |
| 21. Januar 1939 | Wolverhampton Wanderers | 5:1      | Leicester City       |

#### Wiederholungsspiele
| Datum           |                     | Ergebnis |                     |
| --------------- | ------------------- | -------- | ------------------- |
| 24. Januar 1939 | Grimsby Town        | 3:2      | FC Millwall         |
| 25. Januar 1939 | FC Chester          | 1:1      | Sheffield Wednesday |
| 25. Januar 1939 | Newcastle United    | 4:1      | Cardiff City        |
| 26. Januar 1939 | FC Walsall          | 4:0      | Notts County        |
| 30. Januar 1939 | Sheffield Wednesday | 2:0      | FC Chester          |
| 30. Januar 1939 | Tottenham Hotspur   | 1:1      | West Ham United     |
| 2. Februar 1939 | West Ham United     | 2:1      | Tottenham Hotspur   |

### Fünfte Hauptrunde
| Datum            |                         | Ergebnis |                     |
| ---------------- | ----------------------- | -------- | ------------------- |
| 11. Februar 1939 | FC Birmingham           | 2:2      | FC Everton          |
| 11. Februar 1939 | FC Chelsea              | 1:1      | Sheffield Wednesday |
| 11. Februar 1939 | Huddersfield Town       | 3:0      | FC Walsall          |
| 11. Februar 1939 | Newcastle United        | 1:2      | Preston North End   |
| 11. Februar 1939 | FC Portsmouth           | 2:0      | West Ham United     |
| 11. Februar 1939 | Sheffield United        | 0:0      | Grimsby Town        |
| 11. Februar 1939 | AFC Sunderland          | 1:1      | Blackburn Rovers    |
| 11. Februar 1939 | Wolverhampton Wanderers | 4:1      | FC Liverpool        |

#### Wiederholungsspiele
| Datum            |                     | Ergebnis |                     |
| ---------------- | ------------------- | -------- | ------------------- |
| 13. Februar 1939 | Sheffield Wednesday | 0:0      | FC Chelsea          |
| 14. Februar 1939 | Grimsby Town        | 1:0      | Sheffield United    |
| 15. Februar 1939 | FC Everton          | 2:1      | FC Birmingham       |
| 16. Februar 1939 | Blackburn Rovers    | 0:0      | AFC Sunderland      |
| 20. Februar 1939 | Blackburn Rovers    | 1:0      | AFC Sunderland      |
| 20. Februar 1939 | FC Chelsea          | 3:1      | Sheffield Wednesday |

### Sechste Hauptrunde
| Datum        |                         | Ergebnis |                   |
| ------------ | ----------------------- | -------- | ----------------- |
| 4. März 1939 | FC Chelsea              | 0:1      | Grimsby Town      |
| 4. März 1939 | Huddersfield Town       | 1:1      | Blackburn Rovers  |
| 4. März 1939 | FC Portsmouth           | 1:0      | Preston North End |
| 4. März 1939 | Wolverhampton Wanderers | 2:0      | FC Everton        |

#### Wiederholungsspiel
| Datum        |                  | Ergebnis |                   |
| ------------ | ---------------- | -------- | ----------------- |
| 9. März 1939 | Blackburn Rovers | 1:2      | Huddersfield Town |

### Halbfinale
Die beiden Spiele wurden am 25. März 1939 ausgetragen.
|                         | Ergebnis |                   | Ort        |
| ----------------------- | -------- | ----------------- | ---------- |
| Wolverhampton Wanderers | 5:0      | Grimsby Town      | Manchester |
| FC Portsmouth           | 2:1      | Huddersfield Town | London     |

### Finale
| FC Portsmouth                               | FC Portsmouth | Wolverhampton Wanderers | Wolverhampton Wanderers |
| ------------------------------------------- | --- | --- | ----------------------- |
| FC Portsmouth                               | \| Finale \| \| Samstag, 29. April 1939 in London (Wembley) \| \| Ergebnis: 4:1 (2:0) \| \| Zuschauer: 99.370 \| \| Schiedsrichter: T. Thompson \| \| Spielbericht \|              | \| Finale \| \| Samstag, 29. April 1939 in London (Wembley) \| \| Ergebnis: 4:1 (2:0) \| \| Zuschauer: 99.370 \| \| Schiedsrichter: T. Thompson \| \| Spielbericht \|                       | Wolverhampton Wanderers |
| FC Portsmouth                               | Harry Walker – Lew Morgan, Bill Rochford – Jimmy Guthrie, Tommy Rowe, Guy Wharton – Fred Worrall, Jimmy McAlinden, John Anderson, Bert Barlow, Cliff Parker Cheftrainer: Jack Tinn | Alec Scott – Bill Morris, Frank Taylor – Tom Galley, Stan Cullis, Joe Gardiner – Stan Burton, Alex McIntosh, Dennis Westcott, Dicky Dorsett, Teddy Maguire Cheftrainer: Major Frank Buckley | Wolverhampton Wanderers |
| FC Portsmouth                               | 1:0 Bert Barlow (29.) 2:0 John Anderson (43.) 3:0 Cliff Parker (46.) 4:1 Cliff Parker (71.)                                                                                        | 3:1 Dicky Dorsett (54.) | Wolverhampton Wanderers |
| Finale                                      | | |                         |
| Samstag, 29. April 1939 in London (Wembley) | | |                         |
| Ergebnis: 4:1 (2:0)                         | | |                         |
| Zuschauer: 99.370                           | | |                         |
| Schiedsrichter: T. Thompson                 | | |                         |
| Spielbericht                                | | |                         |